# Reisgids
Een reisgids is een publicatie die bedoeld is om reizigers informatie te verschaffen over de plaats of plaatsen die zij van plan zijn te gaan bezoeken. Een secundaire doelstelling kan zijn, informatie te verschaffen aan lezers die in de beschreven locatie wonen, of aan hen die niet de gelegenheid of geneigdheid hebben er een bezoek aan te brengen. Reisgidsen dienen te worden onderscheiden van verwante genre, het reisverslag en de reisliteratuur.

## Soorten
Reisgidsen kunnen worden onderscheiden in een aantal soorten. Afhankelijk van doelstelling en onderwerpskeuze vallen zij onder meer te segmenteren in de volgende, elkaar deels overlappende subgenres.

### Begripsafbakening
Het spoorboekje en de vliegtijdentabel zouden als de eenvoudigste vorm van een reisgids kunnen worden beschouwd. Zij verschaffen echter niet genoeg informatie om tot het genre te kunnen worden gerekend; het zijn slechts reistijdentabellen.
Aan het andere uiterste bevinden zich wat men de "bestemmingsgidsen" kan noemen. Titels als de Spartacus International Gay Guide of De boekhandels van Amsterdam zijn geen reisgidsen, maar veeleer in één onderwerp gespecialiseerde, beredeneerde (uitgewerkte) catalogi. Zij bieden de geïnteresseerde lezer (in dit geval homoseksuele mannen, respectievelijk boekenliefhebbers) een meer of minder uitgebreide bespreking en vergelijking van plaatsen of gelegenheden. Zij zijn daardoor wel gidsen, maar vallen niet onder de reisgidsen. Veeleer bieden zij een vorm van product- of dienstenvergelijking en -beschrijving.

### Bereikbaarheid en accommodatie
Van een reisgids wordt verwacht dat hij, indien de bereikbaarheid onderdeel van de redactionele formule uitmaakt, over die bereikbaarheid nadere details geeft. Zo worden doorgaans de diverse middelen van vervoer beschreven die de reiziger van en naar de beschreven locatie kunnen brengen, maar deze worden ook onderling vergeleken op grond van een aantal mogelijke aspecten:
- prijs: welk vervoermiddel is duur, welk goedkoop; zijn er gunstige aanbiedingen, maakt het verschil waar men zijn ticket aanschaft, is er seizoensdifferentiatie
- efficiëntie: wat is de tijdsduur van de reis, zijn er gunstige aansluitingen, is de ligging van de haltes zodanig dat men de exact gekozen plaats van bestemming gemakkelijk bereikt
- veiligheid: hoe veilig of onveilig is het vervoermiddel als zodanig (rijgedrag van buschauffeurs, overbelasting van pontveren); en leidt het gedrag van medereizigers tot onveilige situaties (zakkenrollerij, reisdiscipline).

Van de accommodatie kan een aantal eigenschappen worden beschreven:
- prijsklasse: eenvoudige logementen, middenklassehotels en luxueuze toeristenhotels worden per rubriek beschreven, en daarbij wordt een prijsindicatie gegeven; er zijn zelfs gidsen die per gelegenheid een exacte prijs indiceren
- doelgroep: van een overnachtingsgelegenheid wordt vermeld of zij vooral bezoekers uit het land zelf herbergt, of dat zij ook gefrequenteerd wordt door buitenlandse toeristen; bij internationale toeristenhotels wordt vermeld dat het contact met de autochtone bevolking er niet direct verwacht moet worden, van eenvoudiger gelegenheden of men er met Engels terechtkan of zich van de lands- of gebarentaal moet bedienen
- ligging: vermeld kan worden of de gelegenheid zich op een centraal punt bevindt, of juist rustig gelegen is, en hoe de bereikbaarheid is
- service: de vriendelijkheid van het personeel, de kwaliteit van het (eventueel voorhanden) voedsel, reinheid, extra diensten en speciale plusproposities kunnen worden besproken.

Door hun aard zijn zowel de kwaliteit van bereikbaarheid als accommodatie aan voortdurende veranderingen onderhevig. Reisgidsen die deze aspecten bespreken, lopen dan ook het gevaar dat ze spoedig gedateerd raken, al kunnen ze ook dan nog een (relatief) goede indicatie van het besprokene verschaffen.
Ook gegevens over ambassades, consulaten, financiële en andere dienstverlenende instellingen zijn dikwijls in dit soort gidsen te vinden.

### Doelgroepen
Gidsen kunnen ruwweg worden onderscheiden in die waarbij de financiële aspecten van de reis voorop staan, en die waarbij het gemak de grootste rol speelt. Dit veronderstelt verschil in doelgroepen.

#### Toerist en zakenreiziger
Er bestaan speciale gidsen voor (veelal jonge) toeristen die zo goedkoop mogelijk willen reizen, vaak "rugzaktoeristen" genoemd. Een oud voorbeeld hiervan is het Amerikaanse Europe on Five Dollars a Day. Modernere Engelstalige versies hebben vaak reeksnamen met daarin vermeldingen als ... on a shoestring, budget..., of roughing it. Daarnaast zijn er gidsen voor de vaak kapitaalkrachtiger toerist die meer op comfort gesteld is, duurdere hotels zoekt en verzorgde reisgelegenheid ambieert. Voor zakenreizigers is vooral de ligging van accommodatie in grote steden van belang, alsook de snelle bereikbaarheid van zaken- en conferentiecentra.

#### Reiziger naar vervoermiddel
Ook kan een reisgids zich speciaal richten op reizigers die zich op een bepaalde wijze verplaatsen. Er zijn gidsen voor oorden die gemakkelijk met de auto te bereiken zijn, of die juist even van de gebaande autoweg af zijn gelegen, met titels als Weg van de snelweg. Er bestaan gidsen speciaal voor fietsers of wandelaars zijn bedoeld. Zij beschrijven gedetailleerd een (vaak bezienswaardige) route, geven markante punten aan waarbij kan worden stilgestaan of juist van richting veranderd, en noemen pleisterplaatsen. Deze kleinschalige routes zijn daardoor veelal "voorgeprogrammeerd": alles wat de fietser of wandelaar hoeft te doen, is de aanwijzingen volgen, en na het aangegeven aantal meters of kilometers de voorgeschreven handeling verrichten: linksaf, rechtsaf. Veelal is de te volgen route op een kaart ingetekend. Maar vaak is er ook ruimte voor persoonlijke keuzen, doordat alternatieve routes worden geboden.
Het kaartmateriaal in deze reisgidsen wordt in overeenstemming gebracht met de wijze van verplaatsing. Voor wandelaars is een schaal van 1:50.000 vaak bruikbaar, maar automobilisten zullen daaraan niets hebben; voor hen dient een centimeter op de kaart ten minste enkele kilometers in de werkelijkheid te vertegenwoordigen.

### Schaal
Een reisgids kan zeer grootschalig zijn en een heel continent beschrijven, bijvoorbeeld Australië; als men de toeristengidsen meerekent, kan de schaal daarentegen ook zo klein zijn dat zelfs één enkele gebouw wordt beschreven. 
- Werelddeel Gidsen die een heel (sub)continent beschrijven, kunnen uit de aard der zaak weinig in detail treden. Hun doelgroep is dan ook de reiziger die een wereldreis maakt of ten minste een rondreis, en zich globaal wil oriënteren betreffende bijvoorbeeld Australië, Zuidoost-Azië, of Europa. Zo was het eerder genoemde Europe on Five Dollars a Day vooral bedoeld voor de rondreiziger, met name voor de Amerikaan die veeleer reisde dan bezocht: vaak verbleef hij op zijn Europese reis een, hooguit twee dagen in hetzelfde land.
- Land of landstreek Wie een vakantie in een bepaald land gaat doorbrengen, zal zich juist een reisgids over dat land aanschaffen. Die gidsen zijn, vooral waar het meer exotische landen betreft, vaak omvangrijk: gidsen op kleiner schaal zijn vaak niet voorhanden, en wil de publicatie in de behoefte van de doelgroep voorzien, dan is een tamelijk gedetailleerde bespreking van alle belangwekkende locaties gewenst. Soms is de schaal echter iets kleiner: naast reisgidsen voor Indonesië bestaan er bijvoorbeeld die zich tot een van de eilanden, bijvoorbeeld Java of de Molukken, bepalen. Er zijn reisgidsen voor de Portugese Algarve en voor de Franse Côte d'Azur.
- Stad Toeristensteden hebben wel hun eigen reisgidsen, als het aantal bezoekers een voldoende omvangrijke doelgroep vormt. Dit geldt uit hun aard voor hoofdsteden als New York, Londen, Parijs en Wenen, die mede om redenen van cultuur en bezienswaardigheden een uitgebreide bespreking waard zijn.
- Object In of bij vele gebouwen van cultureel en historisch belang (kathedralen, oude stadhuizen, een paleis, een tempel) zijn toeristengidsen verkrijgbaar. Naast informatie over de bezienswaardigheden die het gebouw rijk is, dienen deze, vaak gebrocheerde, uitgaven ook als plaatwerk en als aandenken aan het bezoek. Deze gidsen onderscheiden zich van bestemmingsgidsen doordat zij zich uitdrukkelijk op een toeristisch publiek richten, en doordat zij vaak ook, zij het op zeer kleine schaal, een rondleiding bieden.

### Cultuur en bezienswaardigheden
Reisgidsen die zich bepalen tot de geschiedenis, de cultuur en de bezienswaardigheden van een te bezoeken locatie zijn vaak minder tijdgebonden dan hun tegenhangers waarin vooral de reis en het verblijf aandacht krijgen. Wel hebben deze culturele reisgidsen soms een hybride karakter: in een apart gedeelte worden dan bereikbaarheid, reissuggesties en andere praktische informatie besproken.
- Cultuur Reisgidsen gewijd aan cultuur in engere zin geven vaak ruime aandacht aan de zichtbare aspecten van deze cultuur. Te denken valt, onder vele andere voorbeelden, aan:
  - bouwkunst: de tempels en sultanspaleizen op Java, piramiden in Egypte
  - beeldende kunsten: schilderijen in musea of in galerieën, batik, beeldhouw- en reliëfwerk
  - handwerk: hout- en leerbewerking, zilversmeedkunst
  - opvoeringen: zang, dans, wayang, toneel
  - achtergronden bij de cultuur: volksaard, volksgebruiken, godsdienst, historie, handel en nijverheid.
- Bezienswaardigheden omvatten verder voortbrengselen van cultuur in ruimere zin, dus alles wat door de mens is voortgebracht, alsook natuurlijke objecten van belang. Enkele voorbeelden zijn:
- geografische bezienswaardigheden, van berg tot waterval en vleermuizenspelonk
- oorden van vermaak, van kermis tot dierentuin
- representaties zoals schaalweergaven van steden (Madurodam) of van een heel land (reliëfweergave van de Filipijnen in Manilla); alsook parken met voor het land representatieve gebouwen of landschappen (Openluchtmuseum in Nederland; Taman Mini Indonesia Indah, het "Droompark", in Jakarta; Nayong Pilipino, het "Filipijnse Dorp", in Manilla)
- beroemde of interessante winkels of winkelcentra (Harrods in Londen, Taman Anggrek in Jakarta).

Aangezien bezienswaardigheden uit hun aard divers zijn, vallen zij niet alle te categoriseren, en verschillen zij van land tot land.

## Uitgeefgeschiedenis

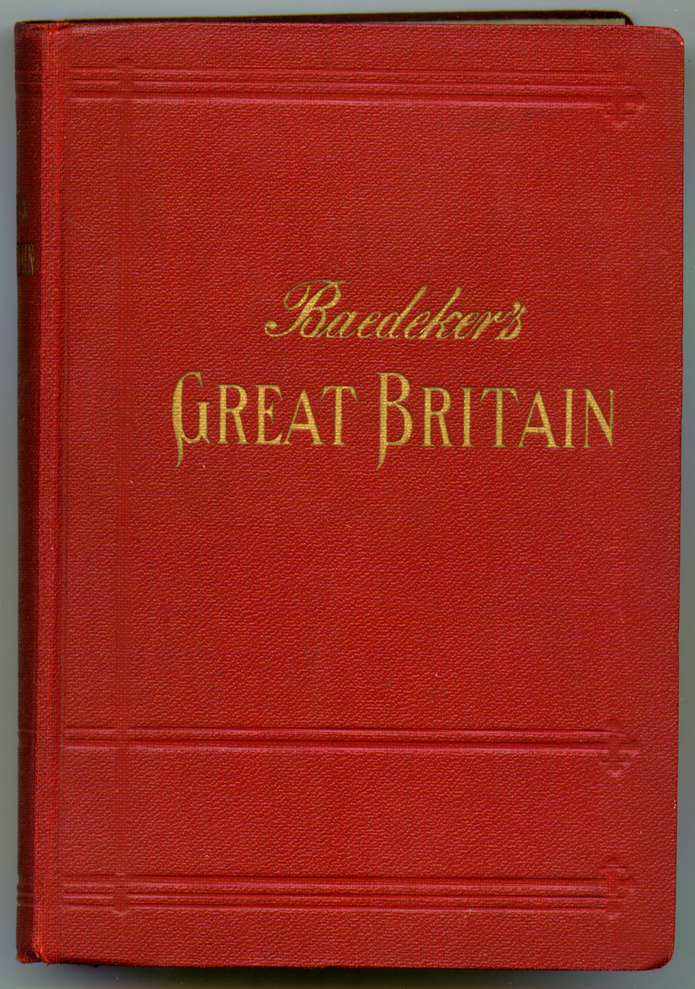
Baedeker's gids voor Groot-Brittannië

Hoewel het verschijnsel reizen zo oud is als de mens, en reisverslagen zo oud als het schrift, geldt dit niet voor toerisme en reisbeschrijvingen.
Voorlopers van het huidige toerisme zijn de Europese reizen (Grand tours) die gefortuneerde Engelsen, ter vervolmaking van hun vorming, in de 18e en 19e eeuw naar het Europese continent maakten. Het was in de aanloop daarnaar de eerste praktische reisverslagen verschenen, zoals de Ulysses Belgico-Gallicus in 1631. Ook andere cultuurreizen zijn bekend, zoals Goethes Italienische Reise.

### Baedeker
De pionier op het gebied van reisgidsen was echter de Duitse uitgever Karl Baedeker (1801—1859), die in 1828 de Rheinreise von Mainz bis Cöln, Handbuch für Schnellreisende in zijn fonds opnam. Deze leidraad voor een Rijnreis werd al spoedig door andere delen gevolgd, en nog tot in de twintigste eeuw ging een serieuze toerist niet op reis zonder "een Baedeker" in zijn bagage. Dat eerste boek was overigens geschreven door de hoogleraar en historicus J.A. Klein.

### Andere landen
Andere uitgaven volgden. Bekend zijn de rode gidsen (Red Guides) van de Britse uitgever Ward Lock, gewijd aan steden of streken in Groot-Brittannië, of zelfs aan het hele land.
De Franse autobandenfabrikant Michelin ontwikkelde als een van zijn nevenactiviteiten, bedoeld om het reizen te bevorderen, de Guides Michelin. Voordien was de reisboekenreeks van Hachette al bekend.
In Nederland werd de schrijver Jo Dominicus (1912-1983) bekend om zijn reisgidsen; ook na zijn overlijden zijn de Dominicus Reisgidsen, uitgegeven door Gottmer, een bekend merk gebleven. Er verschijnen nog steeds nieuwe uitgaven, volgens diverse formules en gewijd aan een veelheid van onderwerpen.
Daarnaast geniet de in Singapore gevestigde uitgever Periplus in Nederland ruime bekendheid door de aan Zuidoost-Azië gewijde reisboeken en verwante producten (plaatwerken, landkaarten).
Internationaal is de Australische uitgever Lonely Planet zeer bekend: het aanbod van deze uitgever omvat gidsen voor landen en landstreken over de gehele wereld. Men verkoopt ook taalgidsen.

### Organisaties en uitgeeftechnische aspecten

#### Marketing
Organisaties die zich speciaal op de reiziger en op het reizen richten, brengen als nevenactiviteit vaak uitgaven voor hun doelgroep op de markt. Zo worden er ook reisgidsen uitgegeven door de ANWB in Nederland en de Automobile Association ("AA") in Groot-Brittannië.
Vanuit het oogpunt van marketing heeft dit zowel voor de aanbieder als de afnemer voordelen. De aanbieder is tegelijkertijd uitgever en belangenorganisatie, en beschikt daarmee over een duidelijk onderscheiden doelgroep. De kenmerken van die doelgroep zijn de organisatie doorgaans goed bekend, waardoor een optimale productafstemming mogelijk is.
De afnemer is tegelijkertijd lezer, en lid van de organisatie. Voor hem vertegenwoordigt die organisatie doorgaans een bekend, en daardoor vertrouwd en toegankelijk, "merk".

#### Vormgeving en productie
Verscheidenheid in uitgeefformule manifesteert zich ook in de beeld-tekstverhouding van een reisgids. Sommige reeksen bestaan vooral uit tekst, met hooguit wat getekende kaartjes en enkele fotobladzijden. De Lonely Planetgidsen vormen een voorbeeld. Bij andere zijn opmaak en illustraties integraal onderdeel van de zetspiegel, en zijn beeld- en kleurelementen op nagenoeg iedere pagina rijkelijk terug te vinden, soms zodanig dat tekst en beeld geïntegreerd zijn. In het Nederlandse taalgebied zijn de Capitool Reisgidsen hiervan een voorbeeld. Ook in de Nederlandse reisboeken van Dutch Uncle wordt volop gebruikgemaakt van illustraties en beeld- en kleurelementen.
Kleurendruk is duur, en de rijk geïllustreerde gidsen lenen zich daardoor uitstekend voor internationale co-producties. Uitgevers uit diverse taalgebieden werken daarbij samen door gebruik te maken van identiek illustratiemateriaal, hetgeen de kosten van het project aanzienlijk reduceert. Alleen voor het in diverse talen vertalen van de, doorgaans gestandaardiseerde, tekst zijn per taalgebied nog extra initiële kosten nodig, die betrekkelijk laag kunnen blijven.

#### Distributie
Reisliteratuur vormt een van de segmenten in de informatiemarkt die een eigen afzetkanaal hebben: gespecialiseerde reisboekhandels verkopen reisgidsen, reisverslagen, kaartmateriaal en verwante producten. Daarnaast voeren zeer vele algemene (niet gespecialiseerde) boekhandels reisgidsen in hun assortiment, aangezien er voor het marktsegment een zeer breed koperspubliek bestaat. Reizigersorganisaties als de ANWB hebben vaak nog hun eigen verkooppunten.